# Radim Obst
Mgr. Radim Obst (* 12. ledna 1968 v Přerově) je náměstek okresního státního zástupce v Přerově, který se stal mediálně známým díky dozorování případu Jiřího Čunka.
Obst jako státní zástupce dozoroval případ Jiřího Čunka, který byl policií obviněn z přijetí úplatku. Od počátku byl vicepremiérovými příznivci kritizován pro osobní zaujatost, v roce 2007 ho senátor Jaromír Štětina obvinil, že „byl prokazatelně součástí politického spiknutí, které způsobilo mnohaleté protiprávní šikanování a věznění přerovského občana Vladimíra Hučína.“ Údajně měl aktivně bránit jeho politické rehabilitaci. Štětina také prohlásil, že má důkazy o Obstově spojení s StB, ačkoli jako státní zástupce získal bezpečnostní prověrku. Tu však měl získat podvodem nebo omylem. Podle Unie státních zástupců výroky senátora Štětiny ohrozily základní principy právního státu a zasáhly do nezávislosti rozhodování státních zástupců, protože přišly ve chvíli, kdy dozoroval trestní stíhání senátora Jiřího Čunka. To však Štětina popřel, stejně tak negativně reagoval na informaci státní zástupkyně pro Prahu 4 o tom, že Obst svou prověrku získal zákonným způsobem, a na zjištění komise Poslanecké sněmovny pro kontrolu BIS, že důkazy o jeho propojení s StB nejsou.
V červnu 2007 mu nejvyšší státní zástupkyně Renata Vesecká případ odebrala s odůvodněním, že se dopustil procesních pochybení, když kauzu mělo dozorovat jiné místně příslušné státní zastupitelství, a protože ignoroval nestandardní policejní vyšetřování (vyšetřovatel měl nadstandardně komunikovat s hlavní svědkyní Marcelou Urbanovou). Obst však trval na tom, že Čunkovo vyšetřování probíhalo zákonně a nestranně. O dva roky později Nejvyšší soud procesní pochybení potvrdil, v roce 2011 však Nejvyšší státní zastupitelství (NSZ) už pod vedením Pavla Zemana zjistilo, že pochybení i nestandardních postupů se dopustilo i tehdejší vedení NSZ.